# Museu Coleção Berardo
El Museu Coleção Berardo es una institución museológica de referencia en Lisboa. Fue inaugurado el 25 de junio de 2007 y acoge exposiciones temporales y una colección permanente (la Colección Berardo), representativa del arte moderno y contemporáneo, nacional e internacional.
La Fundación de Arte Moderno y Contemporáneo - Colección Berardo (Decreto-ley 164/2006 del 9 de agosto) fue creada el 9 de agosto de 2006. Esta organización es la que administra y organiza el Museo Colección Berardo de Arte Moderno y Contemporáneo, actualmente instalado en el Centro Cultural de Belém. Su acervo cultural está compuesto de 862 obras y está avalado por la casa de subastas Christie's en 316 millones de euros.

## Museo y exposiciones

### Objetivos
El Museo Colección Berardo tiene como objetivo constituir un museo contemporáneo internacional que dé a conocer la evolución de las artes plásticas a partir del siglo XX. Se pretende interactuar con otras colecciones de arte y expolios, nacionales e internacionales, impulsar el turismo cultural, desarrollar programas pedagógicos de animación cultural, divulgar las diferentes tendencias del arte moderno, conseguir una plataforma para la presencia de la obra de artistas nacionales.

### Exposiciones
La exposición permanente de la Colección Berardo se articula en torno a los dos pisos del espacio del museo, presentando una secuencia de obras que recorre el arte del siglo XX y termina en la actualidad. El segundo piso se centre en el arte moderno; se inicia a principios del siglo XX con Pablo Picasso y la creación del cubismo y con Marcel Duchamp y los principios del ready-made, evolucionando hacia el neodadaísmo, al nuevo realismo y al Pop Art. El piso -1 es el dedicado al periodo posterior (desde 1960 hasta nuestros días), siguiendo un orden cronológico y agrupando los movimientos más significativos de las neovanguardias (minimalismo, conceptualismo, Land Art, Arte Povera, etc.).
Las exposiciones temporales complementan la panorámica presentada por la colección permanente del Museo Colección Berardo, expandiendo las nuevas visiones sobre un determinado periodo o presentando las preocupaciones con las que los artistas contemporáneos se enfrentan, así como las nuevas prácticas y actitudes que caracterizan el presente. Con un carácter histórico o perspectivo y experimental, estas exposiciones parten de las cuestiones suscitadas por la actualidad.
El Museo Colección Berardo todavía cuenta con un programa diversificado de actividades como, por ejemplo, rutas guiadas por las exposiciones y visitas familiares a los talleres. De una forma original y pedagógica, estas actividades dan a conocer los grandes nombres del arte nacional e internacional, como Pablo Picasso, Marcel Duchamp, Salvador Dalí, Andy Warhol, Francis Bacon, Amadeo de Souza Cardoso, Paula Rego o Helena Almeida.

### Colección

Néctar de Joana Vasconcelos, a la entrada del museo.

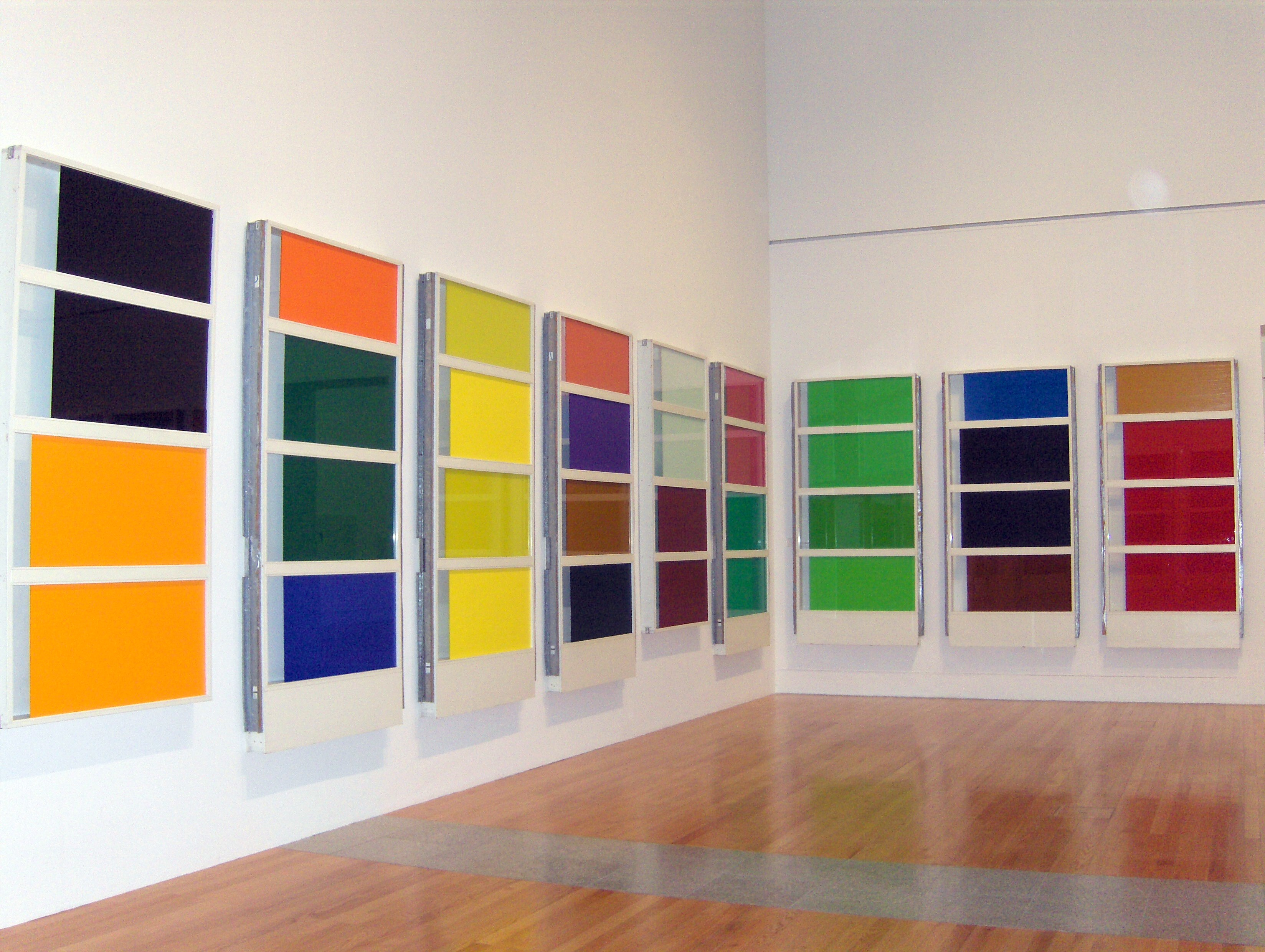
Cabinet d’Amateur -2 (Stockholm version) de Pedro Cabrita Reis

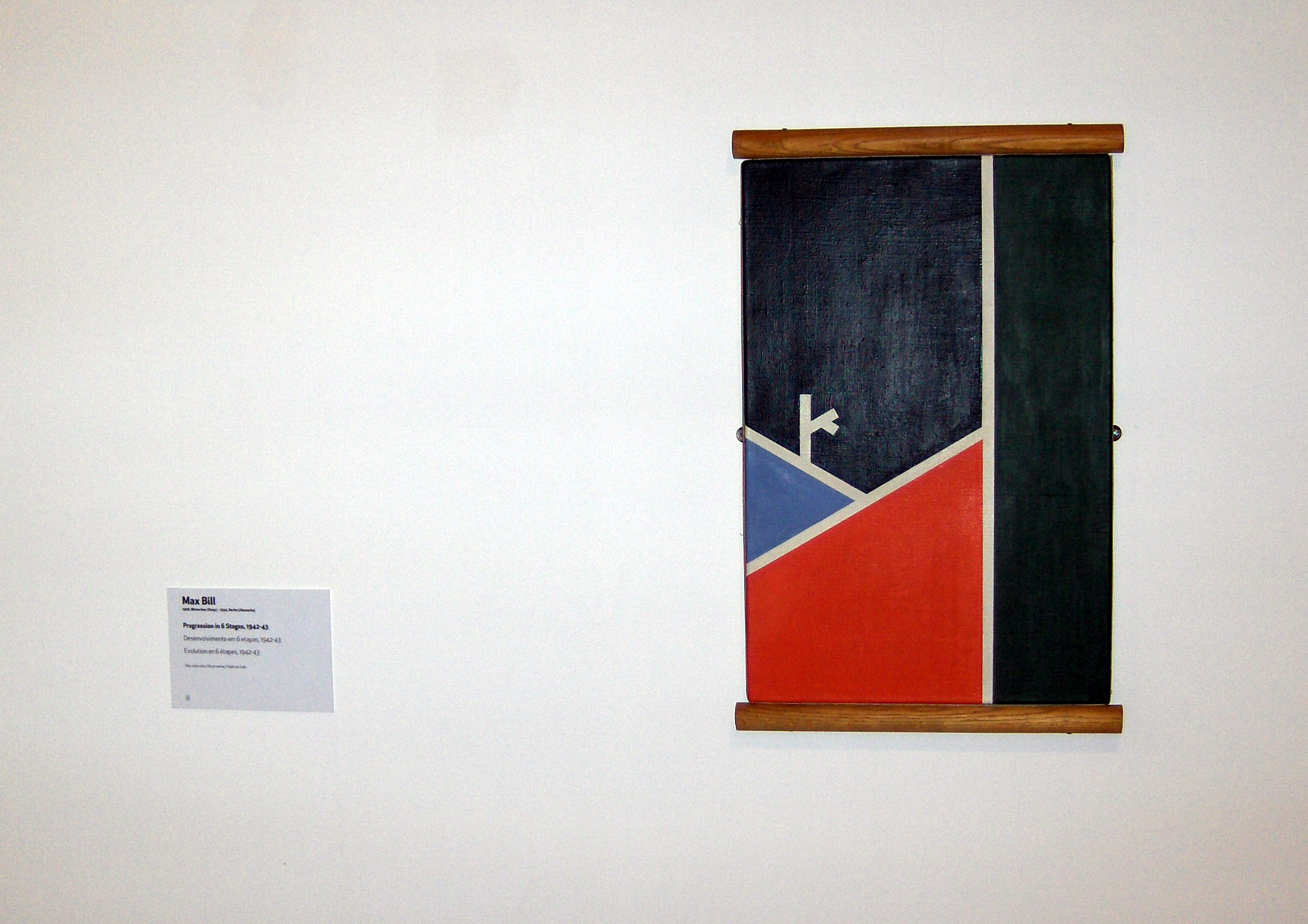
Progression in 6 stages de Max Bill

Debido a la dimensión, diversidad y calidad de su colección, la cual abarca más de setenta tendencias artísticas e incluye un total de más de novecientas obras, la Colección Berardo permite repasar los dos principales movimientos artísticos del siglo XX y XXI y analizar las diferentes lecturas y actualizaciones sobre el estado del arte contemporáneo.
Algunos artistas:
- Marcel Duchamp
- René Magritte
- Joan Miró
- Jose de Guimarães
- Paula Rego
- Marc Chagall
- Giorgio de Chirico
- Mário Cesariny
- Francis Bacon
- Amadeo de Souza Cardoso
- Josef Albers
- Pedro Cabrita Reis
- Jean Dubuffet
- Man Ray
- Andy Warhol
- Salvador Dalí
- Jorge Molder
- Rui Chafes
- Pablo Picasso
- Francis Bacon
- Helena Almeida
- Joana Vasconcelos
- Gerhard Richter
- Max Bill
- Jean Arp
- Yves Klein
- Jackson Pollock
- Jeff Koons
- Willem de Kooning
- Eduardo Nery
- Max Ernst
- Júlio Pomar
- Lucio Fontana
- Diego Rivera
- Francis Picabia
- Yves Tanguy
- Frank Stella
- Julião Sarmento
- Günther Uecker
- Fernanda Fragateiro
- René Magritte
- Piet Mondrian
- Henry Moore

## Repercusión
- En 2008, el museo organizó 14 exposiciones temporales y más de 550 mil personas visitaron el museo, siendo el museo más visitado de Portugal. La retrospectiva del arquitecto Le Corbusier fue la exposición más vista, con 80 mil visitantes.
- En 2009, fue de nuevo el museo más visitado con 625 mil visitantes, siendo el 75.º museo más visitado a nivel mundial. La exposición «De Miró a Warhol» fue la más visitada con 251 mil visitantes.[2]
- En 2010, el museo vendió 964 mil entradas, siendo el 50.º museo más visitado del mundo.
- En 2011, el museo ocupó el 81.er lugar en la lista de los cien museos más visitados del mundo, con 652.447 entradas.[3]
- En 2012, la exposición Nikias Skapinakis. Presente e Passado. 2012–1950 , producida y presentada por el Museo Colección Berardo, consigue el «Prémio de Melhor Exposição de Artes Plásticas» de 2012, otorgado por la Sociedade Portuguesa de Autores (en 2013).